# Hochwasserrückhaltebecken Querfurt
Das Hochwasserrückhaltebecken Querfurt dient dem Hochwasserschutz im Einzugsgebiet der Querne in Sachsen-Anhalt. Das Hochwasserrückhaltebecken liegt zwischen Querfurt und Lodersleben. Gestaut wird bei Hochwasser die Querne (im weiteren Verlauf trägt diese den Namen Weida), die über die Saale in die Elbe fließt. Das Hochwasserrückhaltebecken Querfurt wird vom Talsperrenbetrieb Sachsen-Anhalt betrieben.
Der Staudamm ist ein gerader Erddamm.
Das Hochwasserrückhaltebecken wurde nach Schäden durch Hochwasser in Querfurt in den Jahren 2016 bis 2018 erbaut. Grund war, dass bis zum Jahre 2008 das Flussbett der Querne innerhalb der Stadt Querfurt für eine Durchflussmenge von nur maximal 8 m³/s ausgebaut worden war. Um weitgehend zu verhindern, dass dieser Wert bei Starkniederschlägen überschritten wird, wurde oberhalb von Querfurt durch das Hochwasserrückhaltebecken der Abfluss auf ca. 7 m³/s beschränkt.